# کواکلکو د بریوزابال
کواکلکو د بریوزابال (به اسپانیایی: Coacalco de Berriozábal) از شهرهای کشور مکزیک است که در ایالت استادو د مخیکو قرار دارد و جمعیت آن طبق سرشماری سال ۲۰۱۰ میلادی ۲۷۸٬۰۶۴ نفر بوده است.